# Keith Mann
Keith Mann là một nhà văn và nhà vận động vì quyền động vật người Anh, ông bị cảnh sát cáo buộc vào năm 2005 là người đứng đầu phong trào Mặt Trận Giải Phóng Động Vật (ALF). Ông là tác giả của cuốn sách " Tôi là Keith Mann Tôi đã chữa khỏi bệnh ung thư tại nhà (2018) và " Từ hoàng hôn cho tới hừng đông " (2007), Ông giữ vai trò là người phát ngôn của ALF.
Năm 1994, Ông bị kết án 14 năm tù từ kết quả của một vụ bắt giữ vào năm 1991 vì âm mưu đốt cháy xe tải thịt. Sau khi trốn thoát khỏi nơi giam giữ, ông bị cảnh sát tìm thấy khi đang làm việc trong một khu bảo tồn động vật do Celia Hammond Animal Trust điều hành, người đã thuê ông mà không biết ông là ai.
Kể từ đó, ông đã chuyển sự chú ý của mình sang chính trị chính thống, và đã không thành công trước quốc hội ở khu vực bầu cử Oxford West và Abingdon cho Đảng Bảo vệ Động vật trong cuộc tổng tuyển cử tháng 5 năm 2010.

## Lý lịch
Ông được nuôi dưỡng ở Rochdale, Greater Manchester bởi cha ông, người làm nghề chăm sóc, và mẹ ông, Doreen, người mà ông mô tả là đã làm "tất cả mọi thứ".
Ông viết trong "Từ hoàng hôn cho tới hừng đông" rằng, ký ức lâu dài của ông về công việc đầu tiên của mình trên một trang trại bò sữa là những con bò khóc suốt ngày để tìm kiếm những con bê đã bị đánh cắp khỏi họ. Ông lần đầu tiên tiếp xúc với các nhà hoạt động vì quyền động vật vào năm 1982, khi những người phá hoại săn bắn địa phương đang phát tờ rơi trên đường phố.  Loại bỏ đầu tiên của ông trên một con vật đang bị giam cầm là khi ông bắt một con thỏ từ một cái chuồng mà ông thường đi bộ qua hàng ngày, sau khi yêu cầu chủ sở hữu trong nhiều tuần hãy làm điều gì đó cho tình trạng của con thỏ. Ông viết rằng vụ việc đã thay đổi quan điểm của ông về hành vi trộm cắp mãi mãi và về sau ông xem mình là một "nhà hoạt động ALF đáng tự hào". Loại bỏ tiếp theo của ông là một bồn cá vàng từ một khu hội chợ, kết quả ông có 53 con cá vàng trong bồn tắm của mình trong nhiều tuần cho đến khi ông tìm thấy những cái ao tốt cho họ.

## Hành động trực tiếp

### Bỏ trốn và phạt tù
Ông bị bắt lần đầu vào ngày 15 tháng 10 năm 1991 sau khi bị buộc tội lên kế hoạch đốt cháy một số xe tải thịt, nhằm để phản đối việc đối xử với gà trong các trang trại nhà máy.

### Phòng thí nghiệm Wickham
Vào ngày 13 tháng 12 năm 2003, ông và một nhà hoạt động khác, người vẫn chưa xác định được danh tính, đã vào Phòng thí nghiệm Wickham và loại bỏ 695 con chuột đang được sử dụng để kiểm tra độc tố botulinum, được bán thương mại dưới dạng Botox và Dysport. Ông bị bắt tại nhà và những con chuột sau đó được đưa trở lại phòng thí nghiệm. Ông lập luận rằng các xét nghiệm là bất hợp pháp vì sản phẩm đang được thử nghiệm cho mục đích thẩm mỹ, vốn bị cấm ở Anh. Liên minh Quyền động vật miền Nam nước Anh cũng nhận được những giấy tờ mà họ chứng minh mỹ phẩm Botox đang được thử nghiệm trên động vật. Tòa án đã bác bỏ sự bào chữa của ông, phán quyết rằng các xét nghiệm tuân thủ các quy định của Vương quốc Anh, bởi vì Botox cũng được sử dụng cho mục đích trị liệu để ngăn ngừa co thắt cơ bắp. Vào tháng 4 năm 2005, Ông bị kết tội trộm cắp và cung cấp dịch vụ cộng đồng 230 giờ. Khi rời tòa án, ông đe dọa giám đốc công ty, nói rằng: "Rắc rối của bạn chỉ mới bắt đầu, bạn sẽ cần phải nhìn xuống giường", dẫn đến một sự khinh miệt tòa án, ông bị giam giữ sáu tháng phục vụ trong nhà tù Winchester.

### Chiến dịch cổng vào địa ngục
Năm 2007, Ông tham gia vào Gateway to Hell, một chiến dịch nhắm vào các sân bay, cảng và các công ty vận tải hàng hóa nhập khẩu động vật để thử nghiệm. Đơn vị phối hợp chiến thuật cực đoan quốc gia tin rằng nhóm có liên quan đến Stop Huntingdon Animal Cruelty (SHAC) - một chiến dịch bảo vệ quyền động vật quốc tế nhằm đóng cửa Huntingdon Life Science, một cơ sở thử nghiệm động vật hợp đồng lớn nhất châu Âu. Nhà của 5 giám đốc điều hành vận tải hàng không đã bị tấn công trong vòng vài ngày kể từ khi chiến dịch Gateway bắt đầu. Ông nói: " Một khi chúng tôi đã dừng các sân bay, điều mà chúng tôi làm trước đó quá lâu, sẽ rất khó để họ tìm ra những cách khác để đưa động vật vào." 

## Sách
Cuốn sách đầu tiên của ông được xuất bản vào tháng 5 năm 2007. "Từ hoàng hôn cho tới hừng đông", với lời tựa bởi nhà thơ người Anh Benjamin Zephaniah, một sự chứng thực bởi ca sĩ Morrissey và được tính năng lên trang bìa Britches, cung cấp một tài khoản hậu trường của phong trào giải phóng động vật.
Cuốn sách thứ hai của ông được xuất bản vào tháng 11 năm 2018. "Tôi là Keith Mann Tôi đã chữa khỏi bệnh ung thư tại nhà", tài liệu này nói về hành trình chữa khỏi căn bệnh ung thư giai đoạn 4 không thể chữa khỏi và khám phá ra nguyên nhân của nó. Ông đã xét nghiệm dương tính với virus simian 40 (SV40). "Hàng triệu người trên toàn thế giới đã vô tình tiếp xúc với virus simian 40 (SV40) trong khoảng thời gian từ 1955 đến 1963 thông qua tiêm chủng bằng vắc-xin bại liệt nhiễm SV40."  Một số nghiên cứu đã tìm thấy mối liên quan đáng kể giữa SV40 và lymphoma không Hodgkin.

## Đảng bảo vệ động vật
Vào tháng 1 năm 2008, chính trị SPEAK — kể từ khi đổi tên thành Đảng Bảo vệ Động vật đã tuyên bố ông sẽ trở thành ứng cử viên bầu cử quốc hội. Ông đứng ở khu vực bầu cử Oxford West và Abingdon chống lại nghị sĩ đảng Dân chủ Tự do Evan Harris trong cuộc tổng tuyển cử năm 2010. Khu vực này là tâm điểm của các cuộc biểu tình do việc thành lập Tòa nhà Khoa học Y sinh của Đại học Oxford. Ông nhận được 143 phiếu (0,3 phần trăm) và Harris mất ghế vào Nicola Blackwood của Đảng Bảo thủ.